# 大丝葵
大丝葵（学名：Washingtonia robusta），为棕榈科丝葵属下的一个植物种。